# فرشته‌ماهی دم‌زرد هندی
فرشته‌ماهی دُم‌زرد هندی (نام علمی: Apolemichthys xanthurus) نام یک گونه از سرده فرشته‌ماهیان دودی است.